# Янукович Михайло Данилович
Янукович Михайло Данилович — радянський український актор, режисер і сценарист.

## Біографія
Народився 5 квітня 1915 року у Києві в родині сільського вчителя. Закінчив акторський факультет Київського театрального інституту ім. І. Карпенка-Карого (1941).
Працював актором і режисером у театрах, був артистом Укрконцерту (1957—1977).
За його сценарієм створено художній фільм «Якби каміння говорило...» (1958, у співавт. з Ю. Лисенком), та науково-популярні стрічки: «Хай усі знають» (1959) й «Одна хвилина» (1960).
| українська персоналія | Це незавершена стаття про особу, що має стосунок до України. Ви можете допомогти проєкту, виправивши або дописавши її. |